# Piper monagasense
Piper monagasense är en pepparväxtart som beskrevs av Truman George Yuncker. Piper monagasense ingår i släktet Piper och familjen pepparväxter. Inga underarter finns listade i Catalogue of Life.